# フロリダスッポン
フロリダスッポン（福落里得鼈、学名：Apalone ferox）は、スッポン科アメリカスッポン属に分類されるカメ。要注意外来生物。

## 分布
アメリカ合衆国（サウスカロライナ州、ジョージア州、フロリダ州）固有種

## 形態
最大甲長60cmとアメリカスッポン属最大種。オスよりもメスの方が大型になり、オスは最大でも甲長33cm程。背甲前縁部に疣状の突起がある。色彩は灰色や褐色、暗緑色。
幼体の背甲や皮膚は黒褐色で、背甲には赤やオレンジ色に縁取られた黒褐色の模様が入る。また頭部には眼後部から下顎にかけて黄色い筋模様が入るが、これらの斑紋は成長に伴い消失する。

## 生態
底質が砂や泥の河川、湖、池沼、湿地等に生息する。底質に潜り頭部だけ出していることが多い。
食性は動物食傾向の強い雑食で、魚類、両生類、昆虫類、甲殻類、貝類等を食べる。主に無脊椎動物を捕食する。
繁殖形態は卵生で、水辺の地面に穴を掘って1回に2-14個の卵を産む。

## 人間との関係
ペット用として飼育されることもあり、日本にも輸入されている。主に飼育下で大量に養殖された幼体が流通する。
アクアリウムで飼育される。床材に細かい砂を敷き潜れる様にするが、厚く敷いた砂は排泄物等が溜まりやすく水質が悪化しやすいためこまめにメンテナンスを行う。日光浴も行うため、陸場も設ける。大型で頸部が長いため噛みつかれない様に注意が必要。主に幼体が流通するがオスでも比較的大型になるため、大型のケージが用意できない限り一般家庭での飼育には向かない。大型になることや、温帯に分布することから属単位で要注意外来生物に指定されている。